# Eviota jewettae
Eviota jewettae, tên thông thường là Jewett's dwarfgoby, là một loài cá biển thuộc chi Eviota trong họ Cá bống trắng. Loài này được mô tả lần đầu tiên vào năm 2012.

## Từ nguyên
Loài cá này được đặt theo tên của Susan L. Jewett, người trước đây đã nhận ra rằng, đây là loài chưa được mô tả dựa vào các mẫu vật được thu thập vào năm 1978.

## Phạm vi phân bố và môi trường sống
E. jewettae đã được ghi nhận phổ biến tại Philippines, Palau (chỉ tại rạn san hô Helen), ngoài khơi Papua New Guinea và xung quanh quần đảo Raja Ampat (Indonesia). Chúng được thu thập gần các rạn san hô, trong các hốc đá ở độ sâu khoảng từ 7 đến 33 m.

## Mô tả
Chiều dài cơ thể tối đa được ghi nhận ở E. jewettae là 1,2 cm. Đầu và thân trong mờ, màu trắng; thân có các dải sọc màu đỏ cam. Đỉnh đầu, mõm và mang có màu cam. Gáy có màu cam với các sọc trắng. Hai bên đầu có các vệt đốm tròn màu đỏ cam. Mống mắt màu cam. Tia vây của vây đuôi, vây ngực và vây bụng có màu cam, hơi ửng đỏ.
Số gai ở vây lưng: 7; Số tia vây ở vây lưng: 8; Số gai ở vây hậu môn: 1; Số tia vây ở vây hậu môn: 8; Số tia vây ở vây ngực: 15 - 16.